# Le Palio (Boulazac)
Arena Le Palio Perigord est une salle de spectacle et de sport située à Boulazac, dans la banlieue de Périgueux, en Dordogne. Se trouvant entre le gymnase Bibbiena et la zone commerciale du Ponteix, il bénéficie des réseaux et parkings existants soit plus de 4 500 places. La salle peut accueillir des spectacles culturels ainsi que des manifestations sportives nationales et internationales.
Depuis 2008, c'est le domicile du Boulazac Basket Dordogne qui évolue en Pro B. Équipement polyvalent, L'Arena Le Palio Perigord dispose d'une capacité de 5 200 places pour les rencontres de basket-ball et de 3 500 places pour les autres sports. Pour les spectacles, la capacité modulable permet de configurer le nombre de places allant de 1 000 à 4 900 places assises et jusqu'à 6 500 avec les places debout.
L'installation d'une nouvelle tribune de 948 places depuis le 23 décembre 2011, porte la capacité de la salle à près de 5200 places en configuration basket.

## Histoire
La salle est inaugurée le 6 septembre 2008 lors d'une rencontre opposant le Boulazac Basket Dordogne au Limoges CSP,.
Le premier spectacle a été celui de Francis Cabrel, le 21 octobre 2008, avec 4 758 spectateurs.
En 2023, Le Palio devient Arena Le Palio Périgord.

## Dimensions
- 73 m × 70 m
- Hauteur 21,73 m
- Emprise au sol 5 110 m2
- Surfaces loges, vestiaires : 500 m2
- Espace réception 200 m2
- Catering 100 et 90 m2
- Hall 1 500 m2

## Événements marquants
- Victoire historique face à l'ASVEL en Pro A, 16 mars 2013.
- Concert de Yannick Noah, 6 avril 2011
- Concert de Christophe Maé
- Spectacle de patinage artistique, Holiday on Ice
- Spectacle de Nicolas Canteloup
- Spectacle de Jamel Debbouze
- Concert de Sexion D'Assaut, 22 mai 2013
- Championnats de France Seniors d'escrime, juin 2010
- Réception de l’Équipe de France de Handball (Championne Olympique 2012) match amical contre la Slovaquie, 5 novembre 2011
- Match amical de Basket Ball France-Italie, 28 juin 2012
- Match d'Euroligue de basket Limoges-Milan, 12 novembre 2015